# Museo del transporte fluvial (Conflans-Sainte-Honorine)

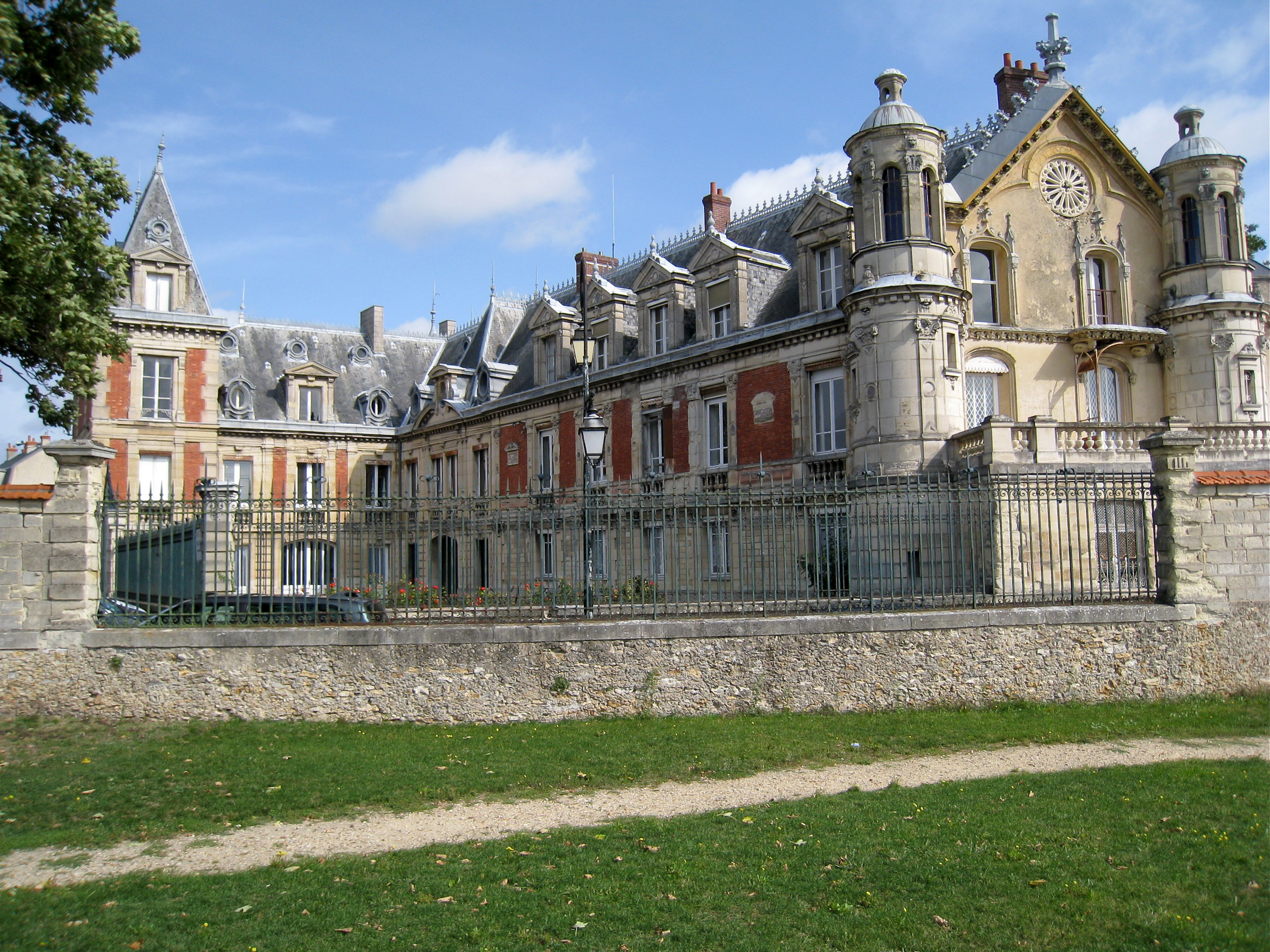
Vista del museo de la navegación fluvial de Conflans-Sainte-Honorine.

El museo del transporte fluvial y de las vías navegables de Conflans-Sainte-Honorine (Yvelines, Francia) es un museo municipal con vocación nacional consagrado a la navegación fluvial.
Fue creado en 1965 por iniciativa de Louise Weiss y confiado a François Beaudouin, arqueólogo que fue el conservador hasta su jubilación en 1994, fecha en la cual le sucedió el actual conservador, Laurent Roblin. François Beaudouin, quien prosiguió sus investigaciones sobre los antiguos barcos hasta su muerte en 2013, mantuvo el título de conservador honorario.
El museo se encuentra en el palacio del Prieuré en la parte antigua de Conflans-Sainte-Honorine, dominando desde lo alto el río Sena. 

## Espacios de exposición
El museo presenta cinco espacios de exposición:
- una primera sección que relata la historia del transporte fluvial en los siglos XVII y XVIII con cuadros y objetos de arte antiguo y dos diaporamas ;
- una segunda sección dedicada al transporte fluvial de los siglos XIX y XX, orientada hacia la navegación mecánica (touage, caminos de sirga mecanizados, remolcadores, automotores, remolcadores de empuje y barcos de vapor de rueda);
- una tercera sección consagrada a los barcos de tipo "péniche" y a los canales fluviales y marineros del norte de Francia;
- varias salas que presentan el funcionamiento de las esclusas y las disposiciones técnicas de los canales y puertos fluviales;
- un patio abierto que presenta barcos, partes de barcos, las herramientas de un astillero y los aparejos de navegación.

El museo del transporte fluvial es un de los actores principales del pardon national de la batellerie, fiesta celebrada en Conflans-Sainte-Honorine durante el mes de junio.